# Ischnosiphon
Ischnosiphon là một chi thực vật có hoa trong họ Marantaceae, được Friedrich August Körnicke mô tả khoa học năm 1859.

## Phân bố
Các loài trong chi này là bản địa khu vực nhiệt đới châu Mỹ, từ miền nam Trung Mỹ (Costa Rica, Nicaragua, Panama), Tiểu Antilles (Trinidad và Tobago, các quần đảo Leeward, Windward) tới miền bắc Nam Mỹ (Bolivia, Brasil, Colombia, Ecuador, Guiana thuộc Pháp, Guyana, Peru, Suriname, Venezuela).

## Các loài
Danh sách các loài được công nhận dưới đây lấy theo Plants of the World Online:
- Ischnosiphon annulatus Loes., 1915
- Ischnosiphon arouma (Aubl.) Körn., 1859
- Ischnosiphon bahiensis L.Andersson, 1984
- Ischnosiphon cannoideus L.Andersson, 1977
- Ischnosiphon caudatus L.Andersson, 1977
- Ischnosiphon centricifolius L.Andersson, 1977
- Ischnosiphon cerotus Loes., 1915
- Ischnosiphon colombianus L.Andersson, 1977
- Ischnosiphon crassispicus L.Andersson, 1984
- Ischnosiphon elegans Standl., 1927
- Ischnosiphon enigmaticus L.Andersson, 1977
- Ischnosiphon flagellatus Gleason, 1933
- Ischnosiphon foliosus Gleason, 1925
- Ischnosiphon fusiformis L.Andersson, 1984
- Ischnosiphon gracilis (Rudge) Körn., 1862
- Ischnosiphon grandibracteatus Loes., 1915
- Ischnosiphon heleniae L.Andersson, 1977
- Ischnosiphon hirsutus Petersen, 1890
- Ischnosiphon idrobonis L.Andersson, 1977
- Ischnosiphon inflatus L.Andersson, 1977
- Ischnosiphon killipii J.F.Macbr., 1931
- Ischnosiphon lasiocoleus K.Schum. ex Loes., 1915
- Ischnosiphon leucophaeus (Poepp. & Endl.) Körn., 1859
- Ischnosiphon longiflorus K.Schum., 1902
- Ischnosiphon macarenae L.Andersson, 1977
- Ischnosiphon martianus Eichler ex Petersen, 1890
- Ischnosiphon obliquus (Rudge) Körn., 1859
- Ischnosiphon ovatus Körn., 1862
- Ischnosiphon parvifolius L.Andersson, 1977
- Ischnosiphon paryrizinho L.Andersson, 1977
- Ischnosiphon petiolatus (Rudge) L.Andersson, 1977
- Ischnosiphon polyphyllus (Poepp. & Endl.) Körn., 1862
- Ischnosiphon puberulus Loes., 1915
- Ischnosiphon rotundifolius (Poepp. & Endl.) Körn., 1862
- Ischnosiphon surumuensis Loes., 1915
- Ischnosiphon ursinus L.Andersson, 1984

## Hình ảnh

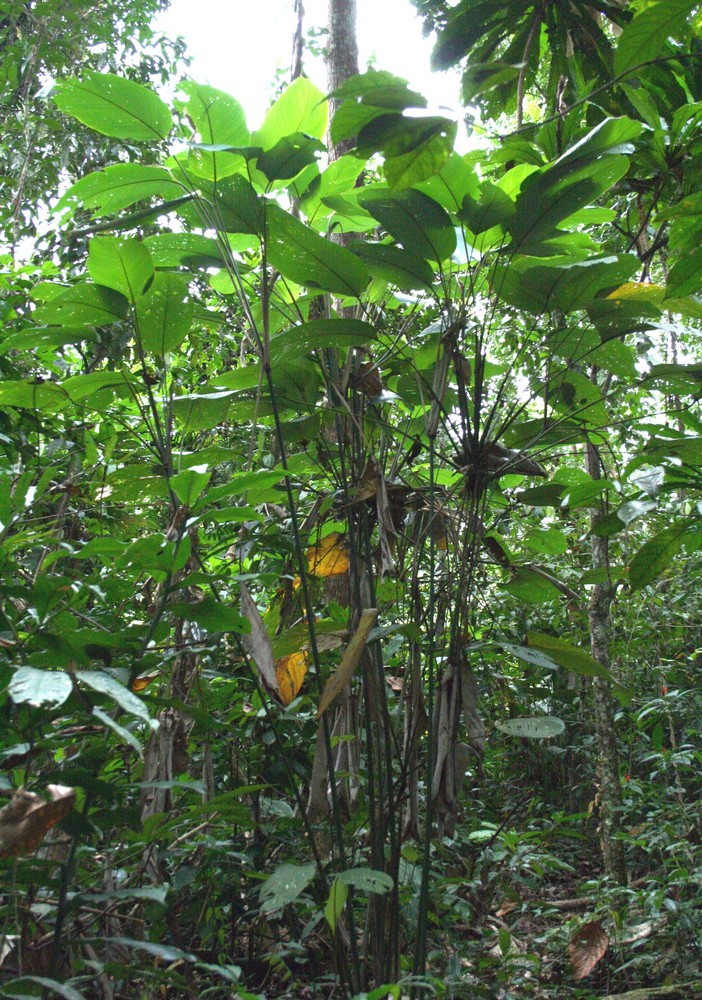
Ischnosiphon obliquus
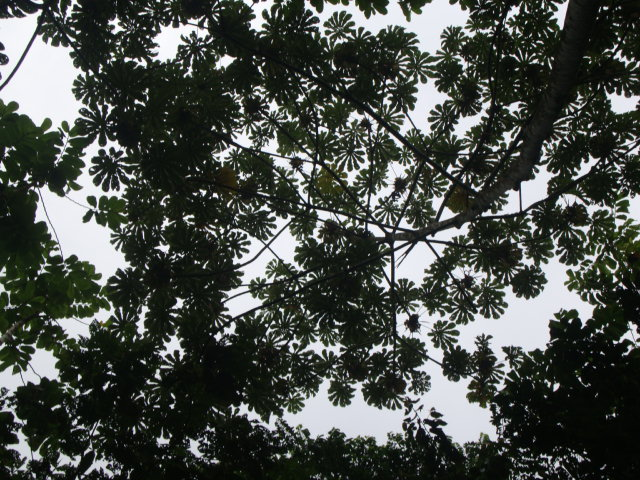
Ischnosiphon arouma